# Czekanów (Mazovie)
Pour les articles homonymes, voir Czekanów.
Czekanów  [t͡ʂɛˈkanuf] est un village polonais de la gmina de Jabłonna Lacka dans le powiat de Sokołów et dans la voïvodie de Mazovie, au centre-est de la Pologne.